# Granica proizvodnih mogućnosti
Granica proizvodnih mogućnosti (GPM, eng. PPF) pokazuje maksimalne količine proizvodnje koje neko gospodarstvo može dosegnuti. Uz dano tehnološko znanje i raspoloživu količinu ulaznih veličina ovaj pojam u biti predstavlja popis roba i usluga koje su raspoložive društvu.
Ako se doslovno gleda, niti jedna država u svijetu nije na granici proizvodnih mogućnosti, jer svugdje u manjoj ili većoj mjeri postoje neiskorišteni resursi. U ovom slučaju stručnjaci također pojednostavljuju situaciju, pa se za zemlje kao što su npr. članice skupine G-7 govori da su na GPM, jer imaju vrlo visok nivo industrijske proizvodnje uz korištnje najmodernijih tehnologija.
Model granice proizvodnih mogućnosti počiva na pretpostavci da su zalihe resursa i tehnologija fiksne.
U kordinatnom sustavu GPM se pojednostavljeno prikazje kao krivulja koja spaja osi apscisu i ordinatu. Na svakoj od osi nalazi se po jedan proizvod, a točke na krivulji predstavljaju različite kombinacije proizvodnje. Točke koje se nalaze unutar krivulje znače da određeno gospodarstvo ne prizvodi učinkovito, jer se ne nalazi na GPM-u. Točke izvan krivulje označavaju trenutno nemoguću proizvodnju, jer zahtijevaju povećanje inputa. GPM ima negativan nagib jer je potrebno žrtvovati jedno dobro da bi se proizvelo više drugog dobra.